# Amalia Anglés y Mayer
Amalia Anglés y Mayer (Badajoz, Espanya, 1827 - Stuttgart, Alemanya, 1859), també coneguda amb Amalia Anglés de Fortuny, fou una cantant d'òpera espanyola.
Va néixer a Badajoz el 3 de novembre de 1827. Des de la seva infància va demostrar aptituds per la música, una vocació que es va manifestar completament el 1837 i dos anys més tard va començar a tocar la guitarra amb mestria sense haver rebut lliçons. Va formar-se al Reial Conservatori de Música de Madrid, matriculada l'octubre del 1839, i on va ser deixebla de Francesc Frontera i Laserra. El seu pas pel conservatori va ser molt notable, amb notes excel·lents, va ser nomenada repetidora el 1847 i la reina regent, Maria Cristina de Borbó, la va elegir professora de les seves filles, Isabel i Lluïsa. Va acabar els seus estudis l'octubre de 1852.
Després d'exercir com a professora auxiliar, va començar a cantar sobre els escenaris, primer al teatre del Palau Reial de Madrid, on el 1851 va cantar La straniera de Bellini. Arran d'això, amb només 24 anys va marxar a Itàlia, on va ser contractada per La Scala de Milà, on va interpretar dinou vegades el Rigoletto, a més de prendre part també a La sonnambula, Poliuto, Lucia di Lammermoor i Griselda, al costat de Marietta Gazzaniga. Més endavant va recórrer Europa, on també va assolir molt d'èxit. De fet, va morir mentre estava treballat al teatre de l'òpera de Stuttgart, a Alemanya, l'1 de maig de 1859.